# دیو شریدن (هنرپیشه)
دیو شریدن (انگلیسی: Dave Sheridan؛ زادهٔ ۱۰ مارس ۱۹۶۹) یک هنرپیشه اهل ایالات متحده آمریکا است. وی از سال ۱۹۹۶ میلادی تاکنون مشغول فعالیت بوده‌است.
از فیلم‌ها یا برنامه‌های تلویزیونی که وی در آن نقش داشته است می‌توان به دنیای روح، فیلم ترسناک، مرد کوچک اشاره کرد.